# 結城朝光
結城 朝光（ゆうき ともみつ）は、平安時代末期から鎌倉時代中期にかけての武将・有力御家人。下総結城氏初代当主。
書物によっては小山 朝光（おやま ともみつ）と記されている場合もあるが、結城家の家祖であるため、後の名乗りである結城朝光の方が、世上よく知られた名前である。

## 生涯

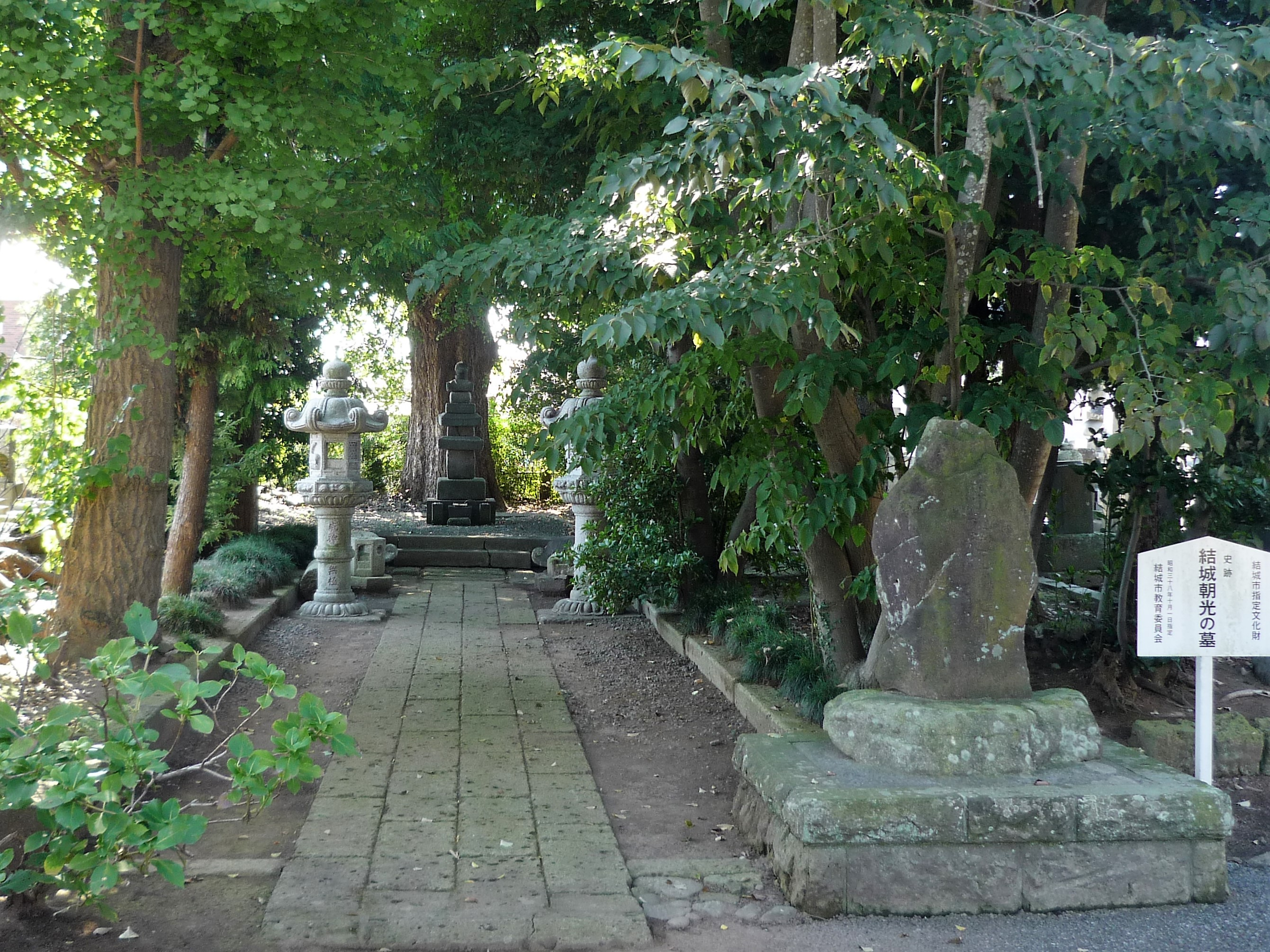
結城朝光の墓（称名寺）

仁安3年（1168年）、鎮守府将軍・藤原秀郷を祖とする下野国小山の豪族・小山政光の三男として誕生。母は源頼朝の乳母である八田宗綱の娘・寒河尼。
治承4年（1180年）10月2日、平氏打倒に挙兵した頼朝に母・寒河尼の引き合わせで臣従し、頼朝が烏帽子親となって元服する。養和元年（1181年）4月、朝光は頼朝の寝所を警護する11名の内に選ばれた（『吾妻鏡』養和元年4月7日条）。寿永2年（1183年）2月23日、鎌倉への侵攻を図った志田義広と足利忠綱の連合軍を、八田知家と父・政光、兄・朝政、長沼宗政らが野木宮合戦で破った。義広との戦いに先んじて頼朝が鶴岡八幡宮で戦勝を祈願すると、御剣役を務めていた朝光は義広が敗北するという「神託」を告げ、頼朝から称賛された。なお朝光の御剣役の回数は『吾妻鏡』において10回を数え、御家人の中で最多である。論功行賞で朝光は結城郡の地頭職に任命された。
元暦元年（1184年）、木曾義仲を追討するため源範頼・義経軍に参加、宇治川の戦いで木曽軍を討滅した後、平氏追討軍に参加、元暦2年（1185年）3月の壇ノ浦の戦いまで戦う。鎌倉に帰還後、同年5月、戦勝報告のため東下した義経を酒匂宿に訪ね、頼朝の使者として「鎌倉入り不可」の口上を伝える。 
文治3年（1187年）、伊勢国沼田御厨の代官狼藉事件で譴責された畠山重忠の処分について、頼朝に意見具申し、その危急を助ける。文治5年（1189年）の奥州合戦では、阿津賀志山の戦いにおいて敵将・金剛別当秀綱を討ち取り、その功により奥州白河三郡を与えられた。翌建久元年（1190年）、奥州で起きた大河兼任の乱の鎮定に参加した。
建久6年（1195年）、頼朝が東大寺再建の供養に参列した際、衆徒の間で乱闘が起こったが、この時、朝光は見事な調停を行い、衆徒達から「容貌美好、口弁分明」と称賛された。頼朝没後間もない正治元年（1199年）10月、梶原景時の讒訴により窮地に立たされた朝光は、三浦義村ら有力御家人66人を結集して連名で作成した「景時糾弾訴状」を2代将軍・源頼家に提出し、景時失脚とその討滅に役割を果たした（梶原景時の変）。
承久3年（1221年）の承久の乱にも東山道軍の将の一人として参戦。乱後の北条泰時・時房による「複数執権制」時代にあって、寛喜元年（1229年）上野介に叙任。嘉禎元年（1235年）、幕府の評定衆の一員となる。
若き日から念仏に傾倒していた朝光は、法然、次いで時領常陸国下妻に滞在していた親鸞に深く帰依し、その晩年は出家を果たし、結城上野入道日阿と号し、結城称名寺を建立。信仰に生きる日々を送り、北条時氏から時頼へ続く鎌倉幕府の内紛に関与する事はなかったが、宝治元年（1247年）の宝治合戦で知己の仲であった三浦義村の子・泰村の一族が滅亡した際には、下総から鎌倉に上り、執権・時頼に面会して「自分がいれば泰村を誅罰の恥に会わせなかったものを」と涙し、時頼は古老の涙を愛しんだという。
建長6年（1254年）、死去する。享年87。

## 人物
頼朝の側近として幕政に参与し、弓の達人で和歌にも通じた文武両道の人物として知られた朝光であったが、尊敬していた畠山重忠の死に遭遇してからはよりつましい生活態度を取るようになり、自ら率先して政治の表舞台に出る事は無かったと言われている。こうした姿勢が梶原景時の変における御家人の動向や晩年の北条氏からの厚遇につながったとされている。
一方で朝光の性格は非常に誇り高く、将軍家の御門葉であり、北条氏とも縁戚である足利氏と対立したこともあるなど気骨のある武将であった。宝治2年（1248年）、足利義氏より結城家に遣わされた書簡の末尾に「結城上野入道殿　足利政所」と記してあった。通常、対等の関係であるならば、「結城政所殿　足利左馬頭入道」と記すべきところではあったが、足利氏は将軍家の門葉として源姓を称することを許されており、このような書式を用いることを許されていた。しかし、朝光は自らを足利氏より格下とされたことに激怒、「結城政所　足利左馬頭入道殿」と記して返書した。これに対して、足利氏より幕府に訴えがあり、このような書式は源氏の門葉たる足利氏に許されたものであり、御家人に過ぎない結城氏は遠慮すべきである旨を主張した。これに対して朝光は、生前の頼朝より「足利氏と同等たるべし」との許しを得ていたと主張し、時の執権・北条時頼の裁定により朝光の勝訴となった。
なお『吾妻鏡』文治元年（1185年）10月24日条にある源義朝の菩提寺・勝長寿院建立供養の儀式において、足利義兼は御後、朝光は随兵として参列している。10年後の建久6年（1195年）5月20日条の天王寺参詣でも同様である（義兼はこの年に出家）。また義兼が建久5年（1194年）、建久6年（1195年）に元旦の歳首椀飯を務めているのに対して、朝光が歳首椀飯を務めるのは頼朝死後の正治2年（1200年）でそれも8日目となっている。『吾妻鏡』を見る限り朝光は常に義兼の下位に位置しており、頼朝在世中に足利氏と結城氏が対等だったとする朝光の主張が妥当であるかは疑問である。

## 落胤説
なお、朝光には頼朝の庶子であるという説がある。『朝光公記』によれば、伊豆配流中の頼朝の世話をしていた寒河尼の娘との間に生まれ、寒河尼の実家・八田家へ預けられた後、小山政光と寒河尼の三男（四男説もある）として育てられたというのが、その伝説の筋であるが、幕府の公式記録『吾妻鏡』をはじめとする当時の一級資料には、一切、このことには触れられていないことから、信憑性はないと見られている。いずれにせよ、頼朝が乳母子の関係にある朝光を可愛がっていたことは事実である。
結城家16代当主政勝が自筆し高椅明神（栃木県小山市）に納めたといわれる「結城家譜」には、朝光は仁安2年（1167年）に生れ、頼朝の嫡子だったが、頼家・実朝が将軍となったため、治承4年（1180年）、14歳で結城に移ったと記されている。

## 関連文献
- 荒川善夫 編著『下総結城氏』戒光祥出版〈シリーズ・中世関東武士の研究 第八巻〉、2012年10月10日。ISBN 978-4-86403-069-4。

## 関連作品
テレビドラマ
- 『草燃える』（1979年、NHK大河ドラマ、演：内田稔）
- 『鎌倉殿の13人』（2022年、NHK大河ドラマ、演：高橋侃）